# Paul-Jules de la Porte-Vezins
Paul-Jules de la Porte-Vezins, dit le « Marquis de la Porte-Vezins », né le 3 décembre 1727 à Parthenay et mort en émigration, est un officier de marine et aristocrate français du XVIIIe siècle. Il prend part, sur mer, aux principaux conflit de son temps : guerre de Succession d'Autriche, guerre de Sept Ans et guerre d'indépendance des États-Unis. Il termine sa carrière avec le grade de chef d'escadre des armées navales (1784), directeur général et commandant en second du port de Brest.

## Biographie

### Origines et famille
Paul-Jules de la Porte-Vezins appartient à la maison de la Porte, une ancienne famille de la noblesse poitevine. Sa généalogie est établie jusqu'au XIIe siècle lorsqu'un Hardouin de la Porte part en croisades (1191). Il est le fils de Joseph de la Porte-Vezins, seigneur de la Rambourgère et de Marie-Anne Chargé. Ses parents se marient par contrat passé le 8 novembre 1709.
Les barons de Vezins, originaires du Poitou, seigneurs de la Porte, de la Jaille, en Anjou ; de Saint-Mars, de Montgrison et de la Sernière, paroisse de Saint-Mars-de-l'Olivier ; barons de Pordic et seigneurs de la Ville-Saliou en Pordic ; du Saz, paroisse de la Chapelle-sur-Erdre ; du Tremblay, paroisse de Mésanger ; d'Orvault, paroisse de ce nom ; de la Rambourgère, de Lezongar, paroisse de Plouhinec.
Il se marie le 25 avril 1769 à Guiclan avec Hortense de Kerouartz.

### Carrière dans la marine royale
Paul-Jules de la Porte-Vezins entre dans la Marine royale en tant que volontaire et c'est en cette qualité qu'il fait sa première campagne en 1745, pendant la guerre de Succession d'Autriche. Il intègre une compagnie de gardes de la Marine le 10 janvier 1746. Le 17 octobre 1747, il est à la bataille du cap Finisterre sur Le Tonnant, commandé par le marquis de L'Estenduère qui soutient un combat inégal contre la flotte britannique de l'amiral Hawke. En 1750, il est sur le Cumberland, capitaine de la Gadec de Merzedern, et reçoit deux blessures au cours d'un combat[Lequel ?]. Il est promu enseigne de vaisseau le 17 mai 1751, sous-lieutenant d'artillerie en 1756 puis lieutenant de vaisseau le 17 avril 1757.
Reçu chevalier de Saint-Louis en 1763 à la fin de la guerre de Sept Ans, il est promu capitaine de frégate le 1er octobre 1764 puis lieutenant des gardes du pavillon la même année. Il épouse le 25 avril 1769 Hortense de Kerouartz.
Il reçoit une commission de capitaine de vaisseau le 28 novembre 1772, et est nommé major d'infanterie la même année. Brigadier des armées navales en 1776, il reçoit une pension de 400 livres sur l'Ordre de Saint-Louis. Il prend part à la guerre d'indépendance des États-Unis : en 1778, il commande le Zodiaque, de 74 canons dans la flotte placée sous le commandement du comte d'Orvilliers, qui affronte, le 27 juillet 1778 au large d'Ouessant, la flotte du vice-amiral Keppel dans un combat à l'issue indécise.
Nommé directeur général de l'arsenal de Brest en 1781, il est fait chef d'escadre des armées navales le 20 août 1784. Le 1er mai 1786, il est nommé directeur général et commandant en second au port de Brest. Il reçoit alors, en 1787, une gratification annuelle de 2 000 livres auxquelles il faut ajouter la pension sur l'Ordre de Saint-Louis qui est portée à 800 livres en 1788. Il est inscrit sur les listes de la Marine en qualité de contre-amiral, nouvelle désignation du grade de chef d'escadre, le 1er janvier 1792.
Il émigre et rejoint l'armée des princes. En 1795, il fait partie de la nouvelle armée formée à Portsmouth et commandée par lord Moira. Le marquis de la Porte-Vezins est présumé mort en émigration.

### Sources et bibliographie
- Alexandre Mazas, Histoire de l'ordre royal et Militaire de Saint-Louis depuis son institution en 1693 jusqu'en 1830, vol. 2, Paris, Firmin Didot frères, fils et Cie, 1860 (lire en ligne), p. 187